# Glória szálljon
A Glória szálljon egy kánonban is énekelhető dal. Szerzője Ludwig Ernst Gebhardi(de) német orgonista (1787–1862). A szöveget Kerényi György fordította magyarra.
Magyar feldolgozás:
| Szerző        | Mire                | Mű                            |
| ------------- | ------------------- | ----------------------------- |
| Ludvig József | ének, gitárakkordok | Mennyből az angyal, 27. oldal |